# Đội tuyển Davis Cup Đài Bắc Trung Hoa
Đội tuyển Davis Cup Đài Bắc Trung Hoa đại diện Đài Loan ở giải đấu quần vợt Davis Cup và được quản lý bởi Hiệp hội quần vợt Đài Bắc Trung Hoa.
Đài Bắc Trung Hoa hiện tại thi đấu ở Nhóm II khu vực châu Á/Thái Bình Dương. Đội chưa bao giờ tham gia ở Nhóm Thế giới.

## Lịch sử
Đài Bắc Trung Hoa lần đầu tiên tham gia Davis Cup vào năm 1972.

## 2016
- Yi Chu-Huan (ATP #764)
- Huang Liang-Chi (ATP #764)
- Hung Jui-Chen (ATP#601)

## 2015
- Lu Yen-hsun
- Jimmy Wang (quần vợt)
- Lee Hsin-han
- Peng Hsien-yin
- Hung Jui-chen
- Ho Chih-jen
- Wang Chieh-fu

## 2014
- Chen Ti
- Peng Hsien-yin
- Yang Tsung-hua
- Hung Jui-chen
- Wang Chieh-fu